# Natacha Sicaud
Natacha Sicaud, née le 9 septembre 1977 à Jonzac, est une illustratrice et une autrice de bande dessinée française.

## Biographie
Après un cursus d'arts appliqués au lycée, elle étudie la bande dessinée à l'école des Beaux-Arts d'Angoulême et y obtient son Diplôme national d'arts plastiques en 1998. Elle effectue un séjour à la Fachhochschule Für Gestaltung de Hambourg, puis intègre l'atelier d'illustration de l'école des Arts décoratifs de Strasbourg[source insuffisante], qu'elle quitte avec le Diplôme national supérieur d'expression plastique en 2001.
Depuis ses études elle participe à des projets collectifs tels que le fanzine Lapis Lazuli, les éditions Café Creed, ainsi que le site web Coconino World. Elle a aussi participé à de nombreuses reprises aux 24 heures de la bande dessinée.
En 1999, elle soumet des planches à l'anthologie Comix 2000, et y est publiée aux côtés de plusieurs centaines d'auteurs de la bande dessinée indépendante internationale. Depuis, elle a illustré de nombreux livres jeunesse, et publié quelques albums de bande dessinée, chez plusieurs éditeurs : le Rouergue, Nathan, l'Élan vert, Glénat, Delcourt, etc.

## Œuvres

### Livre jeunesse
- Savaneries (8 tomes, éditions Glénat)
- Irène Cohen-Janca (autrice) et Natacha Sicaud (illustration), Le doudou de Lola, éditions du Rouergue, 2010 (ISBN 978-2812601552)
- Christine Beigel (scénario) et Natacha Sicaud (illustrations), Pirate des couleurs : Vincent Van Gogh, 13 février 2014 (ISBN 9782844552976)

### Bandes dessinées
- Perrine Dorin (scénario) et Natacha Sicaud (dessin), Sauve qui peut, Diantre !, coll. « Bigre », octobre 2009 (ISBN 9782356340269)
- Sibylline (scénario) et Natacha Sicaud (dessin), Sous l'entonnoir, Delcourt, coll. « Mirages », 19 octobre 2011 (ISBN 9782756024592)

#### Ouvrages collectifs
- Comix 2000, l'Association, 1999
- Natacha Sicaud, Lisa Mandel, Aude Picault, Mathieu Sapin, Boulet, Libon et Capucine, Erwann Surcouf, Jonvon, Lewis Trondheim, Boule de neige, Delcourt, coll. « Shampoing », 2007 (ISBN 9782756011257)
- Thomas Cadène Et al., Les Autres gens, t. 10-11, Dupuis, 2013 (ISBN 9782800156880)
- Tristoon, Lôthelier, Broersma, Sicaud, Chrisostome, Preteseille, Perrot, Blandin, De Monti, Ciosi, Gazeau, La Forêt en chantier, Café Creed, 2013 (ISBN 9782746663503)